# En Magellanie
En Magellanie est un roman de Jules Verne écrit en 1897-1898. L'œuvre ne fut publiée qu'en 1987, grâce à la découverte par Piero Gondolo della Riva des manuscrits de l'auteur.

## Résumé
Un anarchiste misanthrope vit reclus sur une île, loin de la société dite civilisée, ne cultivant que l'amitié des Indiens. Apprenant que les terres de Magellanie vont être occupées par le gouvernement chilien, il s'apprête à se suicider lorsqu'il assiste au naufrage d'un navire : passagers et membres d'équipage le reconnaissent comme chef.

## Remaniement par le fils de Jules Verne
En Magellanie a été modifié par Michel Verne. Cette version a été éditée à titre posthume sous le titre de Les Naufragés du « Jonathan » dans Le Journal de juillet à octobre 1909 puis en deux volumes chez Hetzel la même année.
Francis Lacassin, dans la préface de Famille-Sans-Nom, s'appuyant sur un article d'Olivier Dumas, précise les modifications de Michel Verne : dans En Magellanie, le Kaw-djer est influencé très fortement par deux prêtres catholiques à la fin du livre ; par contre, dans la version de Michel Verne, aucun prêtre ne joue de rôle, aucun être humain n'arrive à la cheville du Kaw-djer.